# نوربخشیه

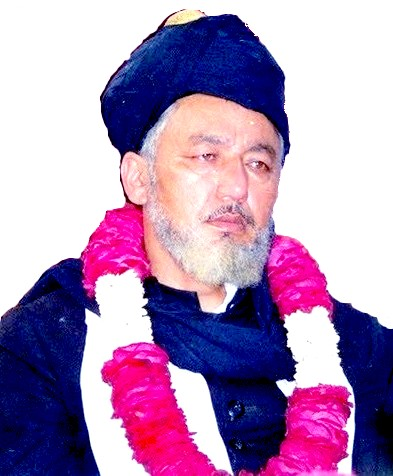
سید محمدشاه نورانی امام طریقت نوربخشیه

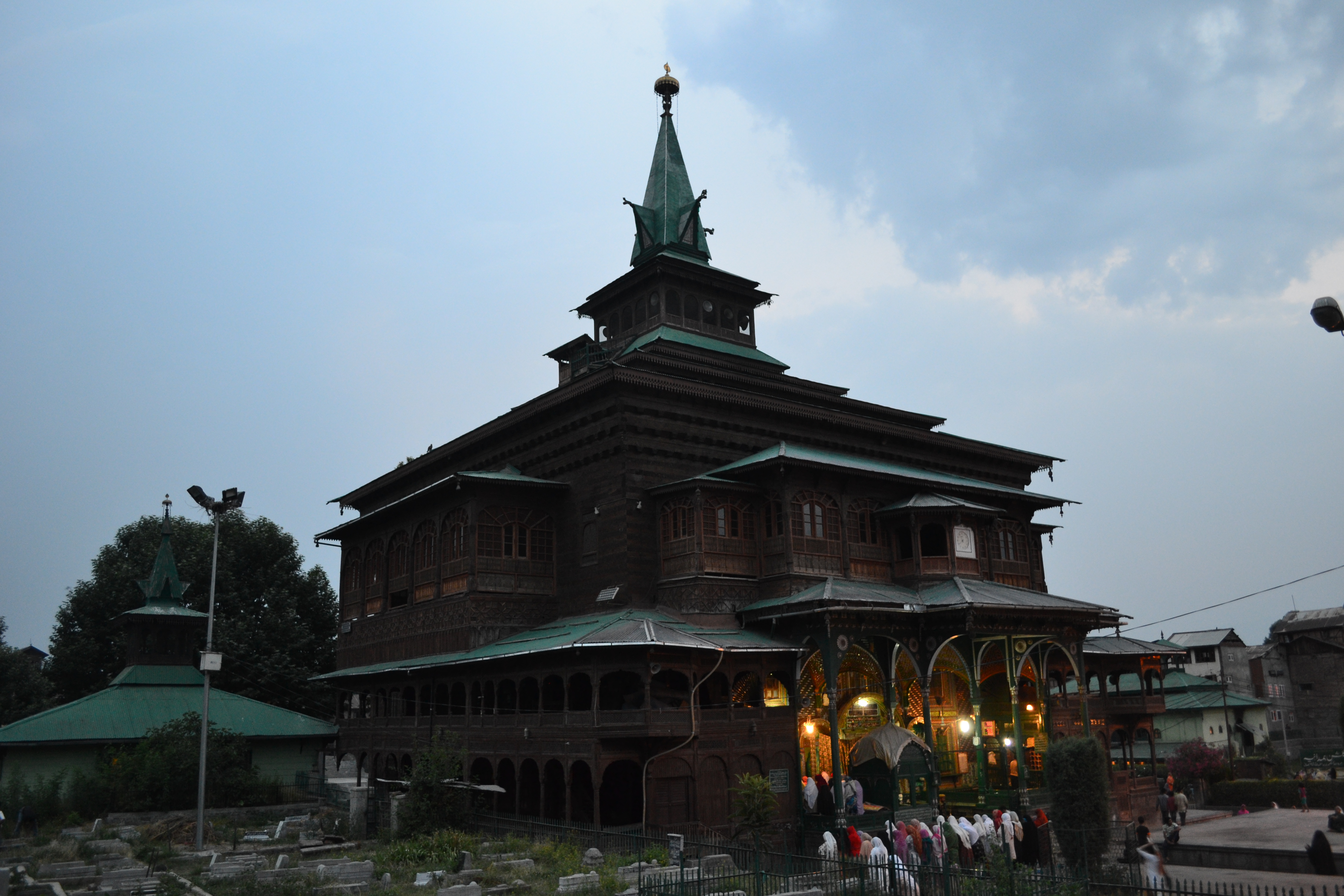
خانقاه شاه حمدان سرینگر، کشمیر مرکز بسیاری از مسلمانان نوربخش در کشمیر بوده است.

سلسله یا نهضت شیعی نوربخشیه یکی از دو شعبه منشعب شده سلسله کبرویه می‌باشد. سلسله نوربخشیه به طرفداران سیدمحمدتقی نوربخش گفته می‌شود. سلسله کبرویه در دوره حکومت تیموریان توسط سید محمد قاینی معروف به سید محمد نوربخش خراسانی موجودیت یافت. 
نوربخشیه همانند حروفیه یک گرایش انقلابی را با شعار مهدویت در افق سیاسی تیموریان نمایان کرد. این نهضت توسط عده‌ای از کبرویهُ خراسان و علیه سلطان وقت شاهرخ گوکانی تیموری شکل گرفت. در طی این قیام سید محمد نوربخش ادعای مهدویت کرد، اما توسط نیروهای شاهرخ شاه سرکوب شدند.  خواجه اسحاق ختلانی نیز در قیام وقت شرکت کرده، ولی پس از شکست، محبوس میشود و به امر شاهرخ در ۸۲۶ به قتل می‌رسید.

سیدمحمد نوربخش و جانشینانش که در نشر مذهب شیعه در قرن نهم و بعد از آن سهم بسیار داشتند، مقدّم بر صفویه در فکر و تأسیس حکومت صوفی شیعی بودند.  
از جمله سلسله‌هایی که نسبت اصلی خود را به نوربخشیه می‌رسانند، سلسله اویسی است. 

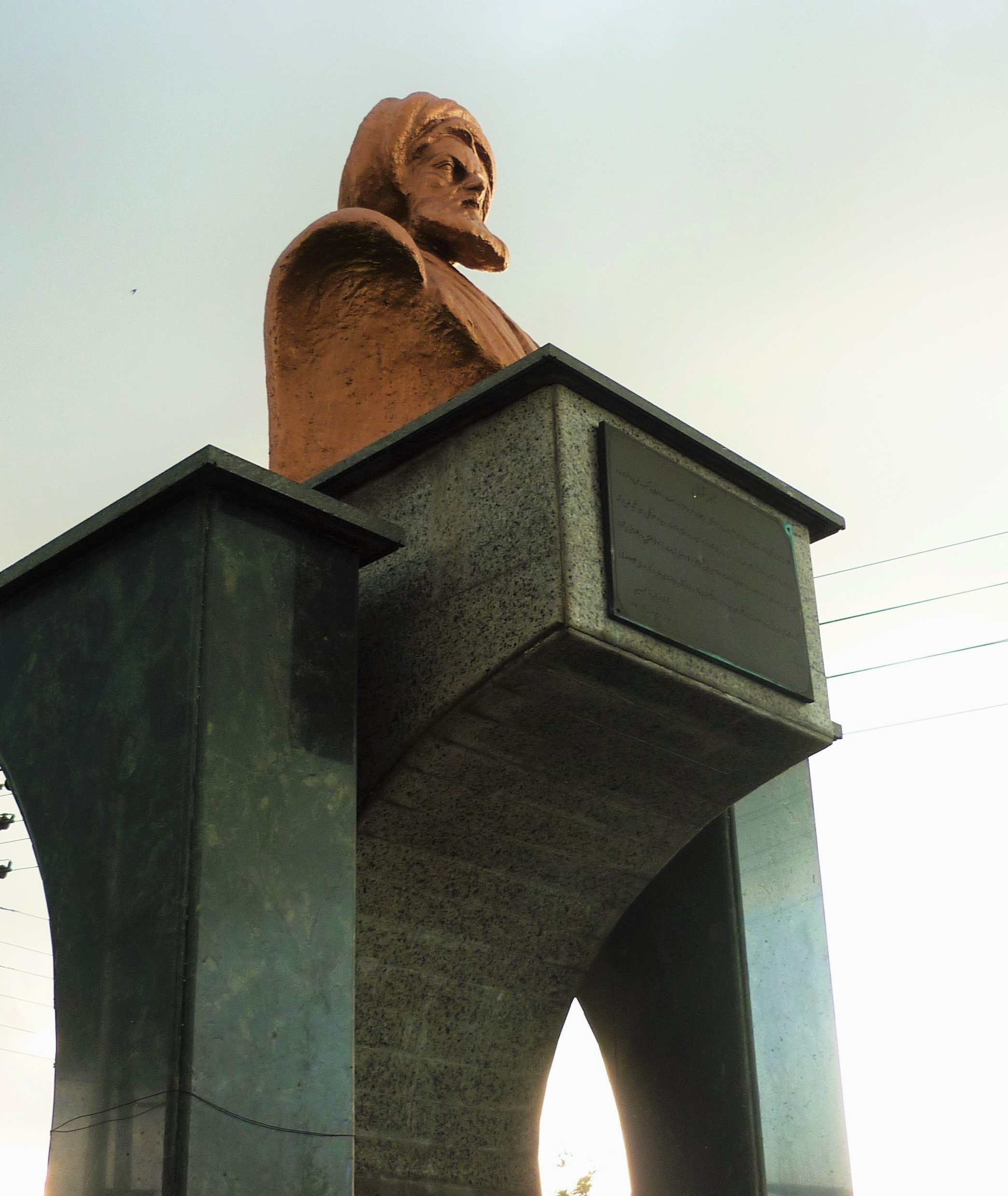
مجسمه میر حیدر آمل

در میان بزرگان نوربخشیه باید از صوفی و فقیه بزرگ شیعی ایرانی، سیدحیدر آملی (متوفی پس از ۷۸۲)، نام برد که بصراحت اتحاد تصوف و تشیع را مطرح کرده است.  او در اکثر آثار خویش، خصوصاً در جامع الاسرار، با مخاطب قرار دادن شیعه رسمی (شیعه ظاهری) و صوفیه ثابت می‌کند که شیعه و صوفیه حقه مرجع و مأخذ واحدی دارند. 
یکی از دیگر بزرگان نوربخشیه حاج عبدالوهاب نائینی می‌باشد که مزارش در باغ مصلای نائین که به دستور شاه قاجاریه ساخته شده می‌باشد. او پدر بزرگ حاجی پیرزاده نائینی که یکی از دیگر عارفان روشنفکر نوربخشیه و از جهانگردان و رجال دوران قاجاریه بود می‌باشد.